# Cercéis
Cercéis ou Kerkéis (en grec ancien Κερκηίς / Kerkêís) est, dans la mythologie grecque archaïque, une Océanide, fille d'Océan et de Téthys citée par Hésiode dans sa liste d'Océanides.

## Étymologie
Le nom de Cercéis (en grec ancien Κερκηίς / Kerkêís) signifie « à la navette de tissage » de kerkis ou « de forme magnifique ». 

## Famille
Ses parents sont les titans Océan et Téthys. Elle est l'une de leur multiples filles, les Océanides, généralement au nombre de trois mille, et a pour frères les Dieux-fleuve, eux aussi au nombre de trois mille. Ouranos (le Flot) et Gaïa (la Terre) sont ses grands-parents tant paternels que maternels.

## Description
Hésiode la décrit comme Cercéis « au doux caractère », « la charmante ».